# John Hillcoat
John Hillcoat (ur. 14 sierpnia 1961 w Queenslandzie) – australijski reżyser filmowy.
Karierę zaczynał jako twórca teledysków i dokumentalnych filmów muzycznych, współpracował m.in. z INXS. Pierwszy film fabularny nakręcił w 1988, drugi To Have and to Hold w 1996. Równolegle nadal pracował z muzykami, ma na swym koncie filmy do utworów Depeche Mode, Manic Street Preachers, Bush, Placebo czy Nick Cave and the Bad Seeds.
Sam Nick Cave jest autorem scenariusza (i muzyki) kolejnego jego obrazu, nakręconej w 2005 Propozycji. Akcja stylizowanego na western filmu rozgrywa się w 1880 w australijskich pustkowiach.

## Reżyseria
- 1988: Ghosts... of the Civil Dead
- 1996: Zatrzymać przeszłość (To Have and to Hold)
- 2005: Propozycja (The Proposition)
- 2009: Droga (The Road)
- 2012: Gangster (Lawless)
- 2016: Psy mafii (Triple 9)